# Ministry of State for Antiquities Affairs

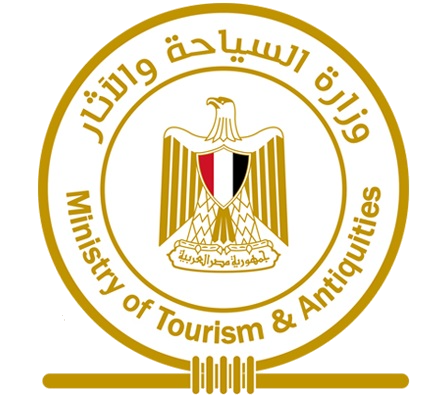

Das Ministry of State for Antiquities Affairs (MSAA, dt. „Staatsministerium für Altertümer-Angelegenheiten“, arabisch وزارة الدولة لشئون الآثار, auch Ministry of State for Antiquities MSA) war eine Nachfolgeinstitution des Supreme Council of Antiquities in Ägypten.
Das Ministerium wurde auf Wunsch von Zahi Hawass am 31. Januar 2011 von Husni Mubarak geschaffen und Hawass wurde zum ersten Minister nominiert. Nachdem Mubarak wegen der Revolution in Ägypten zurücktreten musste, wurde Essam Scharaf am 3. März neuer Premierminister, wobei Hawass wegen seiner Nähe zu Mubarak nicht im Kabinett berücksichtigt wurde und die Zuständigkeit seines Ministeriums wieder an das Kulturministerium zurückfiel. Jedoch wurde am 30. März 2011 das Ministerium erneut eingerichtet und mit Hawass besetzt.
Da das Protection of Antiquities Law jedoch nicht geändert wurde, lag die Entscheidungsgewalt rechtlich gesehen immer noch beim Kultusministerium. Der Oberste Rat der Streitkräfte empfahl daher ein Gesetz zu erlassen, um das MSAA mit den nötigen Kompetenzen auszustatten und damit ordnungsgemäß einzurichten. Dieses wurde am 22. Juni vom Übergangskabinett unter Essam Scharaf ratifiziert, erlaubte dem Kulturminister aber dennoch ein Mitspracherecht. Allerdings wurde das Ministerium bei einer erneuten Kabinettsumbildung am 17. Juli 2011 abermals aufgelöst.
Nach dem Rücktritt des Kabinetts Scharaf im November 2011 wurde die Behörde für Altertümerverwaltung unter dem neuen Premier Kamal El-Ganzouri erneut in den Rang eines Ministeriums erhoben und mit einem neuen Minister, Mohamed Ibrahim Ali Said, an dessen Spitze besetzt, der dieses Amt auch in dem seit dem 2. August 2012 von Hescham Kandil geführten Kabinett unter Präsident Mohammed Mursi leitet.